# Heber Lopes
Heber Lopes (Londrina, 1972. július 13. –) brazil nemzetközi labdarúgó-játékvezető. Teljes neve Heber Roberto Lopes. Polgári foglalkozása bankalkalmazott.

## Pályafutása
A Brazil labdarúgó-szövetség Játékvezető Bizottsága 2002-ben terjesztette fel nemzetközi játékvezetőnek a Nemzetközi Labdarúgó-szövetség (FIFA) bíróinak keretébe. Több válogatott és klubmérkőzést vezetett.

### Világbajnokság
2003-ban Finnországban rendezték az U17-es labdarúgó-világbajnokságot ahol az alábbi csoportmérkőzéseken kapott játékvezetői feladatot: Finnország–Kína (2:1), az Ausztrália–Nigéria (1:2) és az USA–Spanyolország (0:2) összecsapásokat vezette. Vezetett U17-es mérkőzéseinek száma: 3.